# Melanocercops desiccata
Melanocercops desiccata är en fjärilsart som först beskrevs av Edward Meyrick 1916.  Melanocercops desiccata ingår i släktet Melanocercops och familjen styltmalar.
Artens utbredningsområde är Sri Lanka. Inga underarter finns listade i Catalogue of Life.